# Job Berckheyde

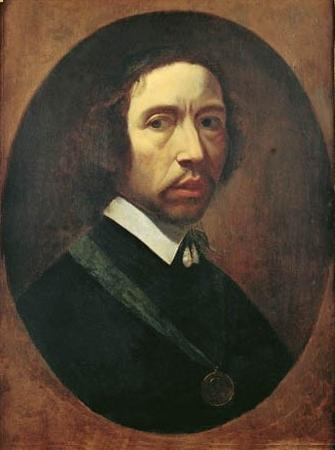
Zelfportet, 1665, Frans Hals Museum, Haarlem

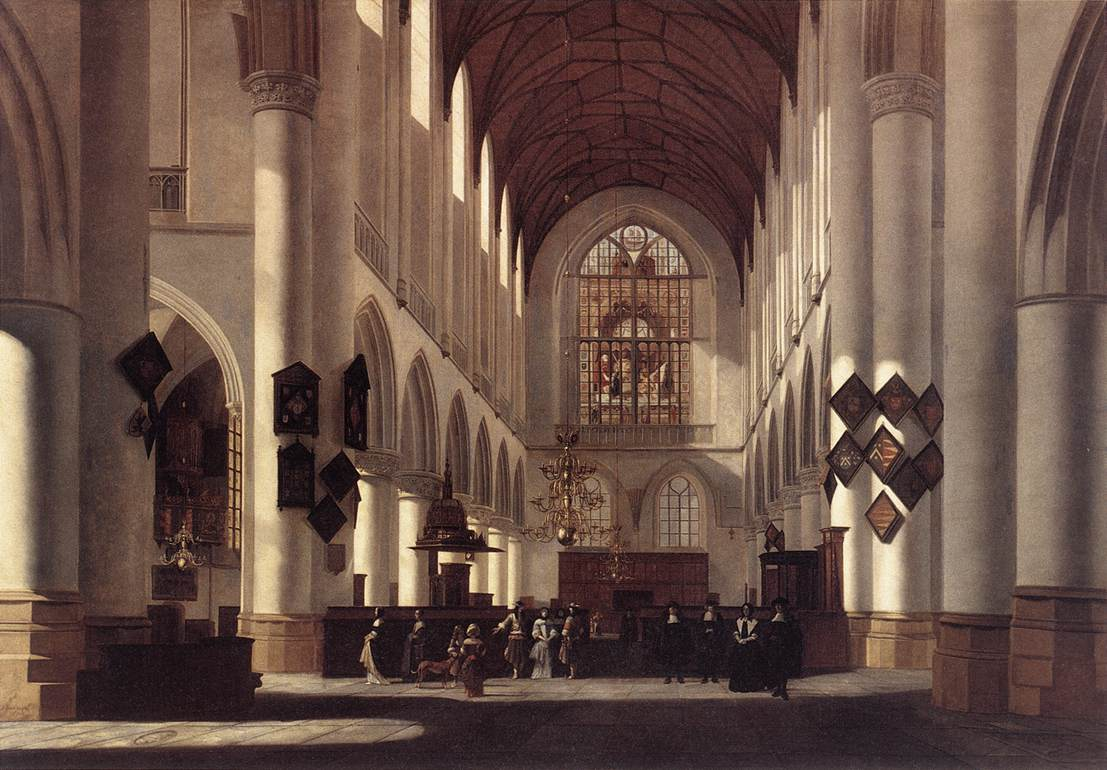
Interieur van de Grote of Sint-Bavokerk te Haarlem, 1668, Frans Hals Museum

Job Adriaensz. Berckheyde (Haarlem, ged. 27 januari 1630 - begr. 23 november 1693) was een Nederlands kunstschilder. Hij was de zoon van een slager, afkomstig uit Katwijk. Hij was de oudere broer van Gerrit Berckheyde en ook degene die hem het vak leerde. Beide broers waren zeer bedreven in het weergeven van stadsgezichten en (kerk)interieurs met genre-elementen. Zij beperkten zich hierbij niet tot Haarlem, maar bezochten ook andere steden, zoals Utrecht, Leiden en Amsterdam. Job vervaardigde ook landschappen en enkele stillevens en portretten.
Berckheyde zou aanvankelijk boekbinder worden, zoals schilder en schrijver Arnold Houbraken vermeldt in zijn boek De groote schouburgh der Nederlantsche konstschilders en schilderessen. Hij voelde zich echter allengs meer aangetrokken tot de schilderkunst en ging daartoe in de leer bij de Haarlemse schilder Jacob de Wet. Zijn eerste gedateerde werk toonde diens invloed, een religieuze afbeelding van Christus die tot de kinderen spreekt.
In 1654 werd hij lid van het Haarlemse Sint-Lucasgilde. In 1656 overviel hem de reislust en samen met zijn broer trok hij naar Duitsland, waar zij werkten in onder meer Keulen, Mannheim, Bonn en Heidelberg. In deze laatste plaats maakte Job onder andere portretten en jachtscènes, die werden opgemerkt door Karel I Lodewijk van de Palts, die hem daarvoor beloonde met een gouden ketting en de broers uitnodigde aan het hof. Het hofleven beviel hun uiteindelijk niet en zij keerden terug naar hun geboorteplaats, waar zij samenwoonden en een atelier deelden. Van 1666 tot 1682 waren zij beiden lid van de Haarlemse rederijkerskamer 'De Wijngaardranken'.
Van 1682 tot zeker 1688 was Berckheyde actief in Amsterdam, waar hij ook lid was van het plaatselijke Sint-Lucasgilde. Hij overleed in Amsterdam of Haarlem en werd begraven in zijn geboorteplaats.